# 千葉千枝子
千葉 千枝子（ちば ちえこ、1965年 - ）は旅行ジャーナリスト、ファイナンシャルプランナー、起業家。岩手県釜石市生まれ。

## 人物
1984年、東京都立富士高等学校を卒業し、中央大学経済学部に入学。1988年に同大学を卒業後、富士銀行に入行したが、翌年にシティバンクに、さらに翌年日本交通公社（現・JTB）に移籍。同社初の女性中途採用社員となり、団体旅行に携わる。
1996年に独立。有限会社「インペルアル・チエコ」を立ち上げる。1998年、旅行業取扱主任者資格を取得し、翌年にはフィナンシャルプランナーの資格も取得した。
2004年、日本旅行作家協会に入会。2006年に東京商工会議所入会。同年、特定非営利活動法人（NPO法人）交流・暮らしネットを設立。2008年、日本観光研究学会に入会。
旅行会社勤務経験を生かし、旅行に関する様々な著書・公演多数。母方の祖父は下川原孝（陸上競技選手。2011年東日本大震災の津波により没）。